# Clephydroneura minor
Clephydroneura minor là một loài ruồi trong họ Asilidae. Clephydroneura minor được Oldroyd miêu tả năm 1938. Loài này phân bố ở miền Ấn Độ - Mã Lai.